# 조선민주주의인민공화국의 열병식

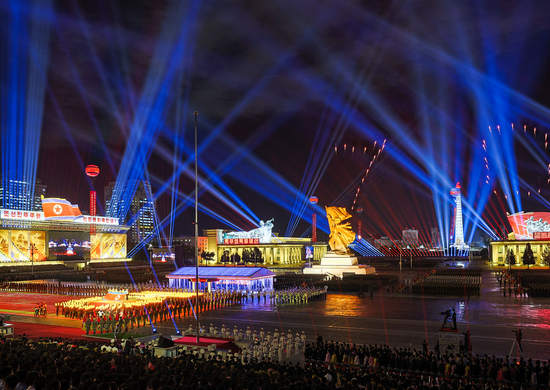
2023년 한국전쟁 종전 70주년 기념 퍼레이드

이 문서는 1948년 이후 조선민주주의인민공화국의 수도인 평양시에서 열린 열병식 목록이다. 모든 군사 퍼레이드는 조선인민군과 준군사조직 노동자-농민 적위대 군인들이 참가한다. 모든 국가적 성격의 군사 퍼레이드는 조선로동당 총비서, 국무위원회 위원장, 조선민주주의인민공화국 무력 최고사령관이 참석하는 평양의 김일성광장에서 거행된다. 이 퍼레이드는 조선중앙텔레비죤에서 생중계가 됐다.
일반적인 생각과는 달리 열병식은 대부분 5주년 또는 10주년 기념일(매 5년 또는 10년) 및 환갑년(ex:25주년, 40주년, 50주년, 60주년, 70주년)에 열린다.
열병식은 참가자 중 다수는 막사에서 특별한 장식 메달과 특정 장식을 받는다.

## 군사 창립 기념일
군사 건국 기념일을 기념하여 열리는 열병식:

### 1948
1948년 건군절에 최초로 조선인민군 열병식이 거행되었다. 이 행사는 소련 제25군 사령관과 소비에트 민정청이 참석한 가운데 평양역에서 열렸다. 김일성 조선민주주의인민공화국의 총리 총사령관으로 주재한 퍼레이드의 첫 번째 부분에서 경례 자세를 취한 약 2만 명의 북한 군인이 참여했다.

### 1972
그것은 한국PR협회의 루비빛 기념일을 축하했다. 첫 번째 퍼레이드와 달리 이 퍼레이드는 더 다양한 병력, 특히 기계화 보병이 포함되었다. 평양방위사령부에서 나중에 탈북한 사람에 따르면, 한 여장교가 퍼레이드 이후 맹장이 터져 쓰러졌지만 상관으로부터 이를 감추었다며 "칭찬"을 받았다고 한다. 캄보디아 국민연합 왕립 정부 의 수장인 노로돔 서이하누 왕자, 소비에트 연방원수 키릴 모스칼렌코, 선양 군구 사령관 천시리안 등이 퍼레이드에 참석한 외국 고위 인사들 중에 포함되었다.

### 1992
1992년에는 조선인민혁명군 창건 60주년 기념 퍼레이드가 열렸다. 이 훈련에는 2만 명이 넘는 현역 군인과 1,200여 대의 무기가 참가했으며, 조선민주주의인민공화국이 참전한 모든 전쟁의 참전 용사들도 참가했다. 퍼레이드가 진행되는 동안, 조선인민군 최고사령관 김정일은 조선인민군 창건 60주년 기념 군사 퍼레이드에서 첫 공개 연설을 하였으며, "영웅적 조선인민군 장교, 군인들에게 영광을!" 이라고 말씀하셨고, 이에 광장에 모인 군중들은 큰 박수를 보냈다. 이는 소련식 거위걸음이 포함된 마지막 퍼레이드였다. 새로 진급한 오진우 원수가 기조연설을 하였고, 퍼레이드는 새로 진급한 차수인 김광진이 지휘를 맡았다.

### 2007
퍼레이드는 KPRA 75주년을 기념했다. 당시 조선민주주의인민공화국 국방위원장인 김격식 장군이 기조연설을 했다. 방송은 3시간 지연되었는데, 이는 김정일의 결석으로 인한 것이라는 전문가들의 추측도 있었다.

### 2013
이번 퍼레이드는 조선인민혁명군 창설 81주년을 기념하는 행사했다. 그것은 희년이 아닌 해에 퍼레이드가 열린 몇 안 되는 경우 중 하나였다. 전년에 계획이 되었던 퍼레이드는 계획된 퍼레이드 10일 전에 열렸던 김일성 100주년 기념 퍼레이드 준비로 인해 취소되었다. 이 행사는 금수산태양궁전 앞마당에서 열린 첫 번째 행사했다. 퍼레이드 동안 군사 장비는 전시되지 않았다. 조선인민군 각 부대 사령관들이 연설을 하여 자기 부대의 군사적 준비태세에 대하여 언급하였다.

### 2018
2018년 2월 8일은 조선인민군 창건 백주년 기념일이었다. 이번 퍼레이드는 2월 8일로 변경된 명절 이후 처음 열리는 것으로, 2018년 평창 동계올림픽 개막식과 동시에 진행되도록 의도적으로 진행된 것으로 추정된다. 당시 남북한 선수들이 국가별 퍼레이드에 함께 참가했다. 이번 퍼레이드에는 조선인민군 1만 3,000명이 참가했다.

### 2022
조선인민군 90주년 4월 25일 야간 군사 퍼레이드로 표시되었다 이는 국가안전보위부 요원과 직원들, 조선인민내무군 산하 여자 교통경찰들에게 기억에 남는 첫 등장이었다.
군단과 군대 대대는 처음으로 사단과 연대/날개 색상을 퍼레이드에 참가했다. 군 의장대 병력이 무성 훈련을 실시했고, 처음으로 더 많은 스크린 시간으로 방송에 공개됐다.
군대의 칼럼은 다음과 같다:
- 명예 경비대, 역사적 군대 및 군단 수준 부대
  1. 명예 기병대
  2. 조선인민군의 군인들 제복
  3. 조국해방전쟁 시기의 군복을 입은 육군, 해군, 공군의 군인들
  4. 조선로동당 중앙위원회  경비실
  5. 조선민주주의인민공화국 국무위원회 경비부
  6. 당 중앙위원회 경비부
  7. 최고 경비 사령부
  8. 제1군단 (조선민주주의인민공화국)
  9. 제2군단 (조선민주주의인민공화국)
  10. 제4군단 (조선민주주의인민공화국)
  11. 제5군단 (조선민주주의인민공화국)
  12. 조선인민군 해군
  13. 조선인민군 항공 및 반항공군
  14. 조선인민군 전략군미사일 정비 승무원
  15. 조선인민군 특수작전군
  16. 대공포병대
  17. 91 군단
  18. 제3군단 (조선민주주의인민공화국)
  19. 제7군단 (조선민주주의인민공화국)
  20. 제8군단
  21. 제9군단 (조선민주주의인민공화국)
  22. 제10군단 (조선민주주의인민공화국)
  23. 제12군단 (조선민주주의인민공화국)
  24. 제105기갑사단 (조선민주주의인민공화국)
  25. 근위 123 전차 사단
  26. 425 기계화 보병 사단
  27. 108 기계화 보병 사단
  28. 815 기계화 보병 사단
  29. 806기계화보병사단
  30. 정찰보병
  31. 산악보병
  32. 엔지니어 유닛
  33. 화학전 부대
  34. 전자 재머 운영 부서

- 모든 수준의 대학 및 군사 학교
  1. 김일성군사종합대학
  2. 김정일군정대학
  3. 김일성정치대학
  4. 김정은국방종합대학
  5. 김정숙해군대학
  6. 김책공군대학
  7. 강건종합군관학교
  8. 오진우포병학원
  9. 만경대혁명학원
  10. 남포혁명학원과 강반석혁명학원

- 노동자-농민 붉은 경비대, 주 안전 및 민방위부

1. 노동자-농민 적위대
2. 국가안전부
3. 사회보장부 교통안전여성
4. 비상 전염병 예방 종사자
5. 사회보장부 추적견 수색대
6. 사회보장부 특수기동대

### 2023
이 퍼레이드는 조선인민군 창건 75주년을 축하하는 행사였다. 축하 퍼레이드를 주재하신 김정은 최고지도자는 연설을 하지 않았다. 이는 조선인민군의 새로운 의전색이 대중 앞에 처음으로 공개되는 것이며, 각 군종과 구성부대의 색상 디자인도 새로워지는 것이다. 올해의 축제에는 규모가 더 큰 역사적 기둥이 참여했는데, 1940년대 후반에 사용된 장비로 만든 작은 이동식 기둥도 있었다. 이 퍼레이드는 2월에 열렸는데, 이때는 겨울이기 때문에 모든 군인들은 겨울용 장비를 착용했다.
군대의 칼럼은 다음과 같다:
- 명예 경비대

1. 명예 기병대 칼럼 (명예기병대)

- 역사적 군대
  1. 6.25 전쟁 제7연대 종탑(항일의 7련대상징종대)
  2. 조국해방전쟁 시기 최고사령부 경호중대(조국해방전쟁시기 친위중대상징종대)
  3. 조국해방전쟁 당시 제1국방사단 종탑(제1국방사단상징종대)
  4. 조국해방전쟁 당시 제2경무장보병사단 종대(제2경보병사단상징종대)
  5. 조국해방전쟁 당시 독립보병 제3여단 종대(제3독립보병려단상징종대)
  6. 조국해방전쟁 당시 제4보병사단 종탑(제4보병사단상징종대)

- 군단 단위
  1. 당중앙위 경비실 칼럼(당중앙위원회 호위처종대)
  2. 국무 위원회 경위국 종대 칼럼
  3. 경호원 칼럼 (호위국종대)
  4. 호위사령부종대
  5. 제1군단 종대
  6. 제 2군단 종대
  7. 제4군단 종대
  8. 제5군단 종대
  9. 해군종대( Navy Column)
  10. 공군 종대(공군종대)
  11. 전략군종 대(전략군종대)
  12. 특수작전군종 대(특수작전군종대)
  13. 제91군단 종대
  14. 대공포병군종대(특수작전군종대)
  15. 제3군단 종대
  16. 제7군단 종대
  17. 제8군단 종대
  18. 제 9군단 종대
  19. 제10군단 종대
  20. 제 12군단 종대
  21. 탱크갑옷사단종대 (땅크장갑사단종대)
  22. 서울 류경수 근위 제105기갑사단 종탑 (근위 서울류경수제105 땅크사단종대)
  23. 제425기계화보병사단종대 (제425기계화보병사단종대)
  24. 제108기계화보병사단종대 (제108기계화보병사단종대)
  25. 제815기계화보병사단종대 (제815기계화보병사단종대)
  26. 제806기계화보병사단종대 (제806기계화보병사단종대)
  27. 정찰총국 칼럼(정찰총국종대)
  28. 191지휘정보여단종대 (제191지휘정보려단종대)
  29. 제21공병여단 종대 (제21공병려단종대)
  30. 제22핵화대대 종탑 (제22핵화학대대종대)
  31. 제208회 전자교란전대대종대칼럼 (제208전자교란전대대종대)
  32. 제1이동병원 칼럼 (제1기동병원종대)

- 모든 수준의 대학 및 군사 학교
  1. 김일성군사종합대학  칼럼 (김일성군사종합대학종대)
  2. 김정일군정대학칼럼(김정일군정대학종대)
  3. 김일성정치대학 칼럼(김일성정치대학종대)
  4. 김정숙해군대학교 칼럼 (김정숙명칭해군대학종대)
  5. 김책공군대학교 칼럼 (김책명칭공군대학종대)
  6. 강건종합군관학교 칼럼(강건명칭종합군관학교종대)
  7. 오진우 포병학교 칼럼 (오진우명칭포병종합군관학교종대)
  8. 혁명학원종대(혁명학원종대)

## 공화국 기념일
인민정권 창건일을 기념하는 퍼레이드:

### 1988
퍼레이드는 공화국 건국 40주년을 축하했다. 1989년 폴란드 인민공화국 정부에서 퍼레이드와 더불어 대규모 40주년 기념 행사에 관한 다큐멘터리를 제작하기 위해 파견된 Andrzej Fidyk가 퍼레이드라는 제목의 폴란드 영화를 발표했다.양상쿤 중국 국가주석과 게오르기 아타나소프(Georgi Atanasov) 불가리아 총리가 참석했다.

### 1998
조선민주주의 인민공화국 수립 50주년을 기념하였다. 대규모 밴드에는 모든 분야의 군악대를 포함한 3군 요소가 포함되었다.

### 2003
독립 55주년을 기념했다. 이는 10년 만에 이 나라에서 본 가장 큰 퍼레이드이였다. 추측과 달리 1시간 30분 동안 진행된 퍼레이드에서는 새로운 미사일이 등장하지 않았다. 하드웨어 섹션에는 중거리 미사일만 전시돼 있었다. 이 퍼레이드는 1976년부터 1977년까지 북한의 총리를 지낸 박성철의 마지막 모습이었다.

### 2008
공화국 건국 60주년을 기념했다. 김정일 총비서의 부재로 인해 그의 건강 상태에 대한 추측이 제기됐다. 미국 내 많은 정보기관들은 김정은이 뇌졸중을 앓아 퍼레이드에 불참한 뒤 "중태"에 빠졌을 가능성이 있다고 믿고 있다. 노동자-농민 적위대 만이 참여하여 행진과 이동 행렬에 필요한 인력과 장비를 제공했다.

### 2011
이 날은 독립 63주년을 기념하는 날이었다. 이는 김정일과 그의 후계자 김정은이 함께 등장한 마지막 행사 중 하나였다. 이 퍼레이드는 전자가 러시아 국빈 방문 에서 돌아온 후에 이어졌다. J2008년과 마찬가지로 이번에도 노동자-농민 적위대가 퍼레이드 부대의 대부분을 차지했다.

### 2013
이 퍼레이드는 공화국 수립 65주년을 기념했다.

### 2018
2018년에 북한은 건국 70주년을 기념했다. 이번 퍼레이드는 리영길 부원수의 검열을 받았으며 새로운 위장 검열차량이 도입되는 모습이 보였다. 또한 대륙간 탄도 미사일을 전시하는 드문 장면도 보였다. 러시아 연방 의회 의장인 발렌티나 마트비옌코와 모리타니아 대통령인 모하메드 울드 압델 아지즈, 그리고 쿠바, 시리아, 레바논, 팔레스타인, 우간다, 남아프리카 공화국의 대표단이 축하 행사에 참석했다. 중국공산당 중앙위원회 총서기 시진핑 총서기는 9월 9일 북한을 국빈방문하는 동안 퍼레이드에 참석할 예정이었으나 참석을 취소하고 대신 전국인민대표대회 상무위원장 리잔수를 파견했다. 도널드 트럼프 미국 대통령은 이번 퍼레이드를 한반도 평화 프로세스의 성과로 설명하며, 퍼레이드에서 ICBM은 등장하지 않았다고 언급했다.

### 2021
2021년에는 9월 9일 자정에 민간인, 내무부 및 준군사군 퍼레이드가 열렸다. 이번 퍼레이드에는 조선인민군 륙군이나 관련된 중화기가 등장하지 않았다. 대신 각 도의 노동자-농민 적위대 와 공안부가 등장했다. 평양 소방대, 고려항공, 철도성, 김책철강단지, 후이촌 련하 기계공장, 흥남비료단지, 락원종합기계기업, 천리마철강단지, 룡송 기계단지, 순천지역 청년석탄광단지, 평양김정숙방직공장, 조선민주주의인민공화국 보건성, 국립과학원, 문화계 관계자, 김일성종합대학, 김책공업대학, 청년 홍위병 등이 등장했다. 국기를 든 낙하산병들이 김일성광장에 착륙하였고, 각종 항공기들이 광장 상공을 날며 신호탄을 쏘았다. 리일환 노동당 중앙위 부장이 열병식에서 연설을 하였다.

### 2023
북한 김정은 국무위원장은 2023년 8월 10일 조선로동당 중앙군사위원회 회의를 주재하고, 평양에서 열릴 공화국 수립 75주년(금주경축) 군사 퍼레이드 준비를 논의했다. 퍼레이드는 주로 노동자-농민 적위대인 국가의 민병대에 초점을 맞출 것으로 예상되었다. 퍼레이드는 예정대로 진행되었다.
군대의 칼럼은 다음과 같다:
1. 수도당원부문
2. 평양시청
3. 평안북도 지부
4. 평안남도 지부
5. 황해북도지사
6. 황해남도지사
7. 자강도 지사
8. 강원도지사
9. 함경북도지사
10. 함경남도지사
11. 량강도 지부
12. 남포시지사
13. 라손시 지점
14. 개성시지사
15. 김일성대학 분교
16. 김책공업대학 분교
17. 황해제철소 지점
18. 남흥청년화학단지점
19. 푸창 화력발전소 지점
20. 순천지역 청년탄광단지
21. 룡성기계공업(주) 지사
22. 상원시멘트단지점
23. 한국국영철도 지선
24. 김정숙 평양방직공장지사
25. 평원군지부 원화농장
26. 국립과학원 지부
27. 문화부 지부
28. 체육부 산하
29. 보건부 지부
30. 청년 레드 가드

## 노동자 파티의 날
조선로동당 창건일을 기념하는 퍼레이드:

### 1995

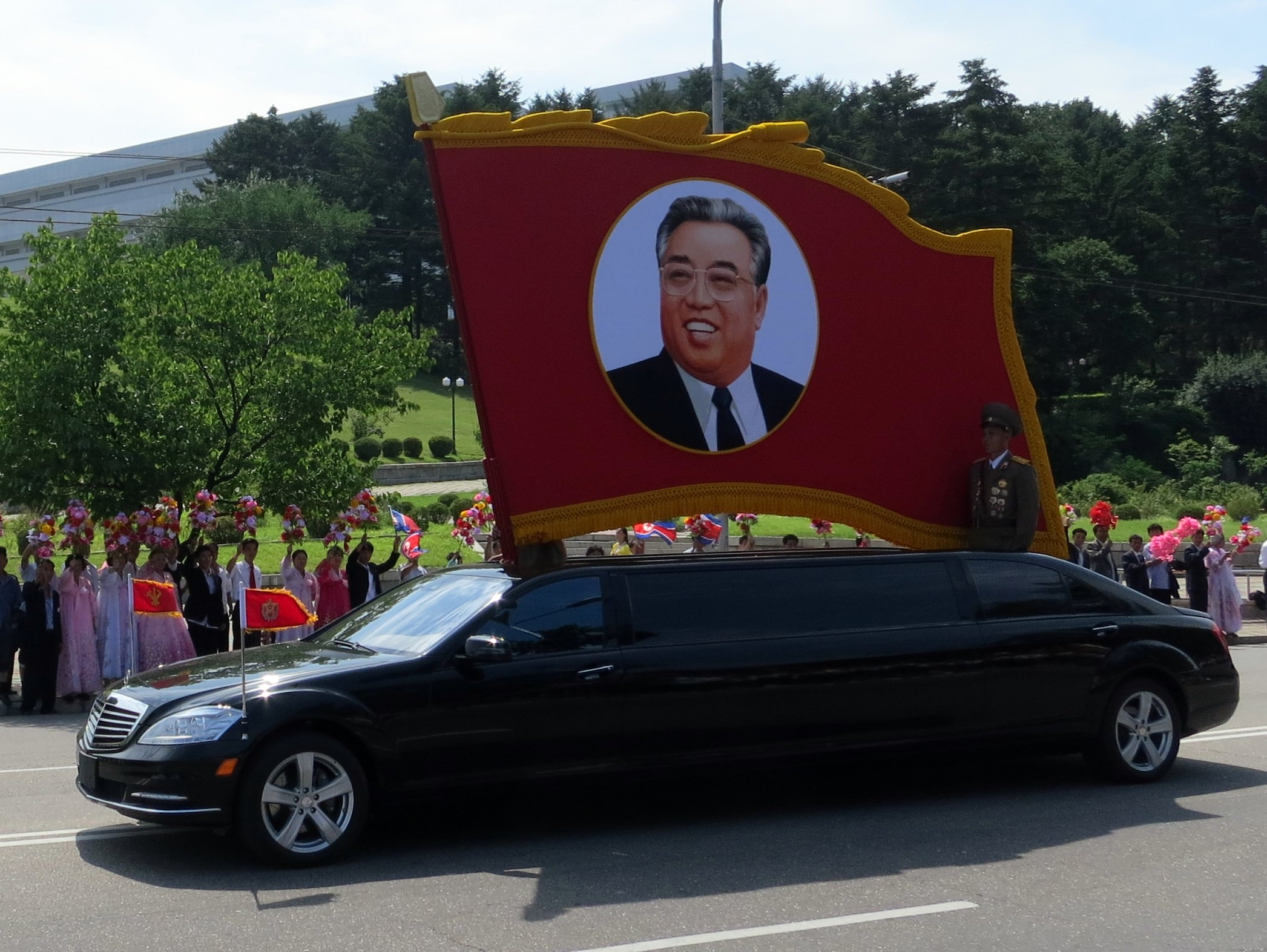
1994년에 김일성이 사망한 이후, 1997년부터 2018년까지 북한은 대규모 군사 퍼레이드를 진행할 때마다 김일성의 초상화가 그려진 붉은 깃발을 실은 검은색 리무진이 선두에 섰다.

WPK 창립 50주년을 기념한다. 이 퍼레이드는 이 나라에서 열린 최초의 퍼레이드이었다. 이 퍼레이드는 김정일이 국가 지도자로서 주재한 첫 번째 퍼레이드이었다. 최광 국방부 장관이 행사에서 기조연설을 했다.

### 2000
조선노동당 창건 55주년을 기념했다.

### 2005
조선노동당 창건 60주년을 경축하였다.

### 2010
조선노동당 창건 65주년을 기념했다. 김정일의 후계자인 김정은이 군사 퍼레이드에 모습을 드러낸 것은 이번이 처음이다. 이번 등장은 김정은이 대장 으로 추대되고 조선로동당 중앙군사위원회 부위원장으로 임명된 지 2주 만에 이뤄졌다. 이는 김정은이 국가의 차기 지도자가 될 것이라는 징조로 여겨졌다. 이는 국제 언론의 전면적인 출입을 허용한 최초의 퍼레이드이었으며 전례 없는 결정이었다. 리영호 참모총장이 기조연설을 했다. S-300 과 HQ-9 와 유사한 새로운 지대공 미사일을 선보였다. 열병식인 중심 구호는"김정일!죽을 때까지 지켜줘!김정일, 똘똘 뭉쳐 지지하자!" 메르세데스-벤츠 600이 군사 퍼레이드에 사용된 것은 이번이 마지막이었다.

### 2015
이번 퍼레이드는 조선노동당 창건 70주년을 기념하는 행사다. 전날 밤 발생한 뇌우로 인해 몇 시간 동안 지연됐다. 이번 퍼레이드에는 무인기(UAV)나 탄도 미사일 등 새로운 무기는 등장하지 않았다. 중국 공산당 서기국 제1서기 류윈산이 참석했다. 또한 이는 조선로동당 제7차 대회의 발표에 앞선 것이었다. 열병대 중에는 김정은의 직접 요청으로 평양에 온 백두산영웅청년충격대도 있었다.

### 2020
2020년 퍼레이드는 조선로동당 창건 75주년을 기념하는 행사이다. 퍼레이드는 코로나19 범유행에도 불구하고 개최하며, 많은 외국인 관찰자들은 퍼레이드와 관객석에서 마스크가 부족한 점을 지적했다. 김정은국방종합대학이 처음으로 퍼레이드에 참여했다. 학장은 퍼레이드를 위한 학교 준비를 담당하게 되었고 "관련 경험"이 있는 전직 군인이 KJU 대학기의 기수로 활동했다. 김일성 광장의 전망대는 퍼레이드를 위해 개조되며, 퍼레이드에 사용되었던 기존 전망대를 대체하여 새로운 대리석 전망대가 세워졌다. 또한, 이 행사는 자정에 열리는 첫 행사이며, 모든 조선인민군 부대의 공식 퍼레이드 스텝으로 소련식 구스스텝이 다시 등장했다. 또한, 퍼레이드 검열 중의 국기 게양이나 고개를 돌리는 모습 등에서 중국 군사적 영향도 관찰되었다. 군사 학원 장교들은 2017년에 도입된 러시아 군복과 유사한 새로운 디자인의 정장을 입었다. 장군, 원수, 제독은 1945년 모스크바 승전 퍼레이드에서 게오르기 주코프, 콘스탄틴 로코솝스키 및 기타 제2차 세계대전 소련 원수, 장군, 제독이 입었던 옷을 기반으로 한 새로운 더블브레스트 정장 유니폼을 입었다. 또한 디지털 위장을 특징으로 하는 새로운 유니폼이 데뷔하여 수년간 사용되어 온 고전적인 전투복을 대체했다. 대규모 군악대는 퍼레이드 전주곡에서 "10.10", "1945", "2020"이라는 숫자를 형성하는 시범 훈련을 수행했다. 모바일 칼럼에서 퍼레이드에 가장 주목할 만한 추가 사항은 2018년 이후 처음으로 공개된 4개의 액체 연료 ICBM이었다. 이 퍼레이드에서는 이전에 본 적이 없었던 새로운 주력 전차인 비공식적인 이름인 M2020도 소개되었다.

## 국가 해방 기념일/승전 기념일
한국 광복절 및 조국해방전쟁 승리 기념일 기념일 퍼레이드:

### 1949년과 1953-60년
1949년 광복절 퍼레이드는 조선민주주의인민공화국 수립 이후 처음으로 열린 퍼레이드이었다. 평양역에서 개최되며, 해방 4주년을 기념하였다. 6.25 전쟁이 끝난 후인 1953년에도 다시 퍼레이드가 열렸으며 이후 1960년까지 매년 퍼레이드가 열렸다. 1960년 퍼레이드는 해방 15주년을 기념한 행사이다. 1985년까지 열린 마지막 퍼레이드이었다.

### 1985
이 퍼레이드는 해방 40주년 기념식의 일환이었다. 소련의 제1부총리 아제르바이잔의 미래 대통령인 헤이다르 알리예프가 참석했다. 북한의 곡산 이번 퍼레이드에 공개됐다. 기타 주요 참석자로는 오진우, 김정일, 바실리 바실리 이바노비치 페트로프 원수(소련군 총사령관) 등이 있다.

### 1993
이 퍼레이드는 한국 휴전 협정의 루비 빛 60주년을 축하하는 행사이었다. 이것은 그 종류의 행사 중 처음으로 그 명예를 기리기 위해 열렸으며 20년 동안 열린 유일한 행사이었다.

### 2013
휴전 이후 다이아몬드 주빌리를 기념했다.이 행사에는 중화인민공화국과 조선민주주의인민공화국 재향군인회 대표단이 참석했으며, 중화인민공화국의 부주석 리위안차오가 시진핑를 대신해 참석했다. 또한 조선민주주의인민공화국 측에서 중국인민지원군의 일원으로 싸운 중국 자원봉사자들도 참석했다.
이 부통령 외에 참석 고위 인사는 다음과 같다:
- 전 중국 인민해방군 공군 사령관 Yu Zhenwu
- 몽골 국방부 차관 아비르메드 배터
- 이란 이슬람 공화국군 부사령관 사이드 하미드레자 타바타바이

- 우간다 부통령 에드워드 세칸디[101]
- 잠비아 부통령 가이 스콧[102][103]
- 시리아 바트당 국가사령부 사무차장보 압둘라 알-아마르
- 러시아 한국전쟁 참전용사 협회 부회장 Janus Kanov[104]

정치국 위원인 우동측이 17개월 만에 퍼레이드에 등장했다. 최룡해 조선인민군 총정치국장은 기조연설에서 “경제건설과 인민생활향상을 앞세우는 나라에 있어서 평화적 환경은 중요하다”고 말했다. 퍼레이드에서는 미국산 MD 헬리콥터 MD 500이 공개되었다.

### 2023
기념일 전날 위성사진을 통해 북한군이 정전 70주년을 기념하는 군사 퍼레이드를 개최할 것이라는 분석이 나왔다.
이 퍼레이드는 기념일 당일 밤에 열렸으며 러시아와 중국 대표단이 퍼레이드에 초대되었다. 북한이 코로나19 팬데믹 이후 군사 퍼레이드에 외국 대표단을 초대한 것은 이번이 처음이다. 퍼레이드에서는 공중 및 수중 드론 등 국가의 최신 방위 무기가 전시되었다. 김정은 위원장은 그날 밤에도 기조연설을 하지 않았고, 대신 강순남이 대국민 연설을 하게 되었다.
군대의 칼럼은 다음과 같다:
- 조국해방전쟁 당시 조선인민군의 역사적 분단
  1. 김일성 초상화가 담긴 전시 장교 칼럼 (조국해방전쟁시기 종대)
  2. Bodyguard Company (조국해방전쟁 시기 친위중대)
  3. 근위 강건 제2보병사단 종대 (근위 강건제2보병사단)
  4. 근위 서울제3보병사단 종대
  5. 서울 김책 제4보병사단 칼럼 (근위 서울김책제4보병사단)
  6. 근위 제6보병사단 종대 (근위 제6보병사단)
  7. 안동 제12보병사단 종대 (안동 제12보병사단)
  8. 제10, 제18, 제14, 제86 근위보병사단의 복합대대대들
  9. 제56근위전투기연대 (근위 제56추격기련대)
  10. 제2어뢰정 전대 종대 (근위 제2어뢰정대)
  11. 철도병사 칼럼(조국해방전쟁시기 철도병부대)
  12. 사회보장부 칼럼 (내무성 보도)
  13. 사회주의애국청년동맹 과 조선소년동맹 게릴라대대 칼럼
  14. 서울점령부대(조국해방전쟁시기 서울점령부대), 근위고사포병련대들, 중기마차종대(중기마차종대)로 구성된 기계화 파견대

- 명예 경비대 및 군단 수준 부대
  1. 명예기병칼럼 (명예기병대)
  2. 당중앙위원회 호위처종대
  3. 국무위원회 경위국종대 칼럼
  4. 경호원 칼럼 (호위국종대)
  5. 호위 사령부종대
  6. 제1군단 종대
  7. 제 2군단 종대
  8. 제5군단 종대
  9. 제4군단 종대
  10. 해군종대( Navy Column)
  11. 공군 종대(공군종대)
  12. 전략군종 대(전략군종대)
  13. 특수작전군종 대
  14. 산악전투부대 칼럼(적후산악활동부대종대)
  15. 제41상륙돌격대대종대 (제41상륙돌격대종대)
  16. 제91군단 종대
  17. 평양대공미사일군종대 (평양지구반항공미싸일사단종대)
  18. 제3군단 종대
  19. 제7군단 종대
  20. 제8군단 종대
  21. 제 9군단 종대
  22. 제10군단 종대
  23. 제 12군단 종대
  24. 탱크갑옷사단종대 (땅크장갑사단종대)
  25. 서울류경수 제105근위기갑사단 칼럼 (근위 서울류경수제105 땅끄사단 종대)
  26. 제425기계화보병사단종대 (제425기계화보병사단종대)
  27. 제108기계화보병사단종대 (제108기계화보병사단종대)
  28. 제815기계화보병사단종대 (제815기계화보병사단종대)
  29. 제806기계화보병사단종대 (제806기계화보병사단종대)
  30. 정찰총국 칼럼(정찰총국종대)

- 모든 수준의 대학 및 군사 학교
  1. 김일성군사대학 칼럼 (김일성군사종합대학종대)
  2. 김정일군정대학칼럼(김정일군정종대)
  3. 김일성정치대학 칼럼(김일성정치대학종대)
  4. 만경대혁명학원 종대
  5. 강판석혁명학교 칼럼(강반석혁명학원종대)

- 노동자-농민적위대, 국가안전부 및 민방위부
  1. 로농적위군종 대
  2. 국가보위부 칼럼(국가보위성종대)
  3. 사회안전부 칼럼(사회안전성종대)
  4. 사회보장군 SWAT 및 K9 복합대대 종대 (사회안전군 탑승기동부대종대)

- 기계식 기둥
  1. M2020 탱크 x6
  2. KN-25 x6
  3. 화살-2 발사체 x6
  4. KN-23 x6 발사체
  5. KN-24 x6 발사체
  6. "해일" 장기체공 핵어뢰 x4
  7. 대공 지대공 미사일 x4
  8. 새별 9 x4
  9. 화성-8 x4
  10. 화성-18 x4 ( 총무국 제2적기중대에서 제공)
  11. 화성-17 x4

참석한 고위 인사는 다음과 같다:
- 러시아 국방부 장관 세르게이 쇼이구
- 전국인민대표대회 상무위원회 제1부위원장 리훙중

### 2024
평양실내체육관 광장에서는 소규모 군사 퍼레이드가 열렸다. 참여한 칼럼은 대부분 전쟁과 관련된 역사 칼럼이었다.

## 태양의 날/빛나는 별의 날
태양절과 광명성절을 기념하는 퍼레이드 :

### 2012년 2월

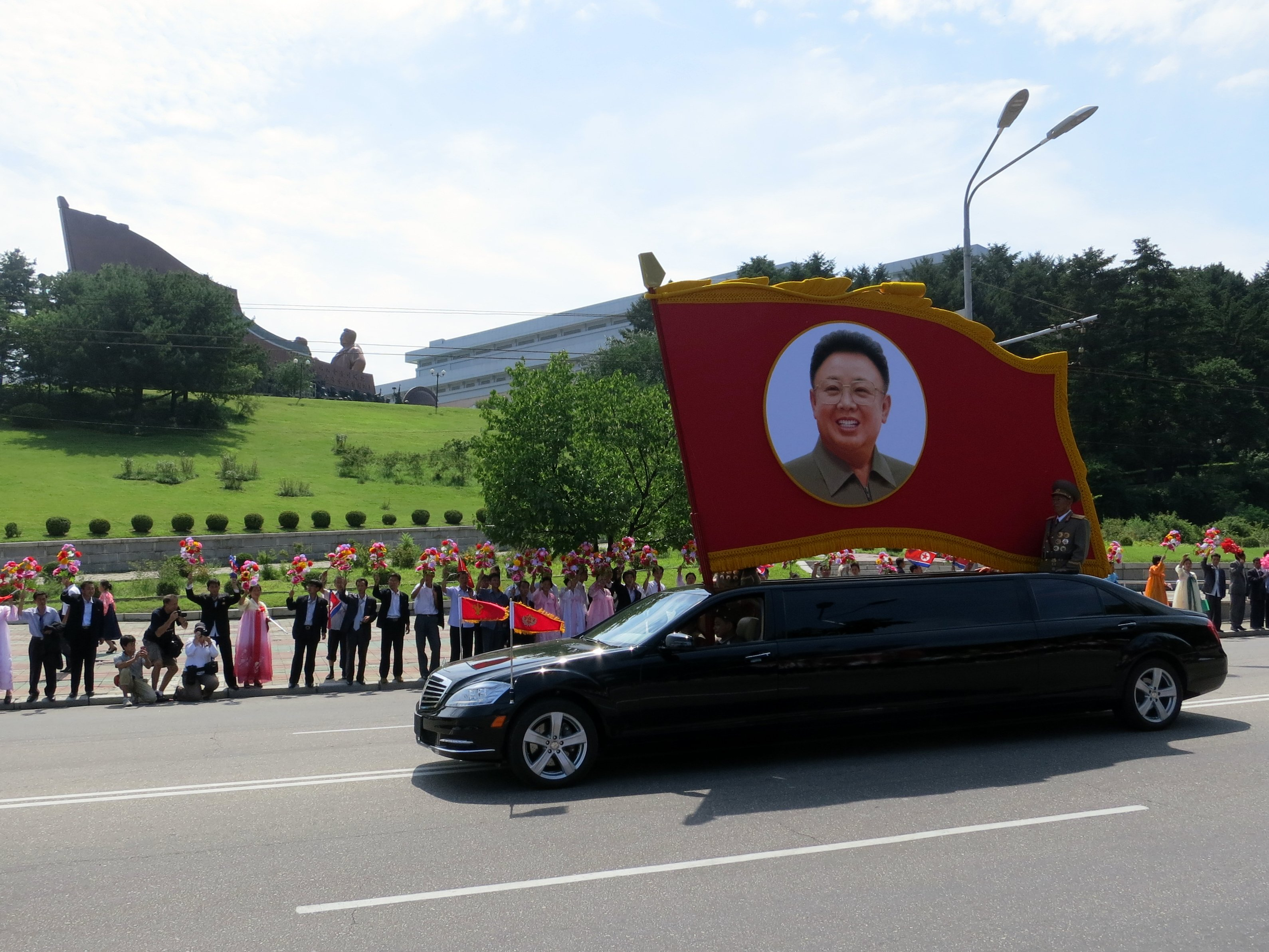
2011년 김정일이 사망한 이후, 2012년부터 2018년까지 북한 군사 퍼레이드가 열리는 모든 행진대에는 김정일의 초상화가 있는 붉은 깃발을 단 검은색 리무진이 지나갔고, 그 뒤를 아버지 김일성의 초상화가 있는 붉은 깃발을 단 검은색 리무진이 따라왔다.

2012년은 김정일 탄생 70주년이 되는 해이다. 이 기념일은 김정일 국방위원장의 사망과 국가장의 결정에 따라 국가공휴일로 승격된 이후 처음으로 치러진 기념일이었다. 김정은 위원장이 조선민주주의인민공화국의 최고령도자 자격으로 참석한 첫 번째 열병식이었고, 금수산태양궁전 앞마당에서 진행됐다.

### 2012년 4월
2012년은 김일성 탄생 100주년이 되는 해이다. 그해 태양절에는 현 조선민주주의인민공화국의 최고령도자 김정은이 첫 공개연설을 했다. 조선인민군은 퍼레이드에서 새로운 KN-08 미사일을 선보였다. 또한 이번 퍼레이드에서 처음으로 무인 항공기(UAV)도 선보였다. BBC 기자는 김정일의 죽음과 국장 퍼레이드를 "군인과 로켓이 지나갈 때 땅이 흔들리는 것을 느낄 수 있었다"고 설명했다. 무기 분석가 마르쿠스 쉴러는 ICBM의 등장에 대해 놀라움을 표시하며, 이전에 본 대부분의 기술은 "크기의 4분의 1"에 불과하다고 말했다. 김정은 위원장의 20분 연설은 집권 이후 첫 연설이었다. 정식으로 《송군의 기치를 높이 들고 최후의 승리를 향하여 힘차게 전진하자》 라는 제목으로 발표되었으며, 이는 노래 《최후의 승리를 향하여 앞으로》의 작사 기반이 되었다.

### 2017
2017년에는 김일성 생일 105주년을 기념하는 퍼레이드가 열렸다. 퍼레이드 동안 야간투시경과 플레이트 캐리어를 포함한 현대식 전투 장비를 착용한 조선인민군 특수작전부대의 새로운 부대가 평양에서 열린 북한의 창시자 김일성 탄생 105주년 기념 퍼레이드에 참가한 조선인민군 부대와 함께 행진했다. 조선중앙텔레비죤은 이 새로운 부대를 미국 해군 특수부대인 네이비 실과 비교하며 번개특공대라는 이름을 붙였다고 보도했다. 이번 퍼레이드에서는 북극성-2형과 화성-12형이 공개됐다. 사회주의 정당의 대표단이 축제에 참석했는데, 그 중에는 몰도바 공화국 사회주의당 대표단인 Grigore Novac 의원이 이끈 대표단도 있었다.
군대의 계열은 다음과 같다:
- 역사적 군대
  1. 조선인민군의 군인들 제복
  2. 경찰 군복을 입은 군인들
  3. 조국해방전쟁 당시의 군복을 입은 군인들

- 조국해방전쟁의 경비병과 각종 부대
  1. 근위 서울 3보병사단
  2. 근위 서울 김책 4보병사단
  3. 근위대 강곤 2보병사단
  4. 제6보병사단
  5. 안동최춘국 제12보병사단
  6. 서울 류경수 근위대 105전차사단
  7. 근위대 이훈 18보병연대
  8. 경비대 2 어뢰정 전대
  9. 경비대 56번째 추적 항공 연대
  10. 근위대 10보병사단
  11. 근위대 14보병사단
  12. 근위 86 보병 사단
  13. 근위대 19 대공포병연대
  14. 근위대 23 대공포병연대
  15. 근위대 1보병사단
  16. 경비대 1 항공 사단
  17. 경비대 60번째 추적 항공 연대

- 군단 단위
  1. 해군
  2. 공군
  3. 전략적 힘
  4. 특수작전부대
  5. 1 군단
  6. 2 군단
  7. 제4군단
  8. 제5군단
  9. 91st 훈련소
  10. 제3군단
  11. 제7군단
  12. 제8군단
  13. 제9군단
  14. 제10군단
  15. 제12군단
  16. 평양 고사포병대
  17. 425번째 훈련소
  18. 108번째 훈련소
  19. 815번째 훈련소
  20. 806번째 훈련소

- 보병 사단
  1. 제46보병사단
  2. 제9보병사단
  3. 제25보병사단
  4. 제13보병사단
  5. 제15보병사단
  6. 제5보병사단

- 모든 수준의 대학 및 군사 학교
  1. 김일성군사종합대학
  2. 김일성정치대학
  3. 김정숙 해군대학
  4. 김책공군대학
  5. 오중흡 국방대학교
  6. 림춘추 군사의과대학
  7. 김일성군사대학 여성간부양성센터
  8. 강건군관학교
  9. 오진우포병학원
  10. 채현무관학교
  11. 전차-자동차 군사 아카데미
  12. 신호대 군사 아카데미
  13. 대공포병학원
  14. 국방종합군사학원
  15. 김정일 인민보안대학
  16. 만경대혁명학원
  17. 강반석혁명학교
  18. 남포혁명학원

- 노동자-농민적위대 지부
  1. 평양시 지부
  2. 평안남도지사
  3. 평안북도지사
  4. 함경남도지사
  5. 함경북도지사
  6. 황해남도지사
  7. 황해북도지사
  8. 량강도지사
  9. 차강도 지부
  10. 강원도지사
  11. 남포시지사
  12. 김일성대학 분교
  13. 김책공업대학 분교
  14. 평양의대 여자부
  15. 평양건축대학 분교
  16. 한덕수 경공업대학 분교

## 기타 퍼레이드

### 1972년 6월
1972년 6월 6일, 량강도 혜산시에서 처음으로 평양 외곽에서 특별 퍼레이드가 열렸다. 이는 조선인민군이 참전한 보천보 전투 35주년을 기념하는 행사다. 동북항일연합군의 지원을 받은 포천군에 주둔하고 있던 일본군을 격파했다. 퍼레이드에는 김일성 주석이 참석했으며, 해당 도의 당 비서가 주례를 맡았다. 당 중앙위원회 위원이자 후에 조선인민군 총정치국장이 된 이용무가 혜산광장 퍼레이드에서 연설을 했다.

### 2016년 5월
2016년 5월 10일 조선로동당 제7차 대회 이후 시민 퍼레이드가 진행됐다.

### 2021년 1월
2021년 1월 16일 조선로동당 제8차 대회 후 퍼레이드가 진행되었다. 저녁 6시경에 시작되어 2시간 이상 지속되었다. 김정관 장군이 퍼레이드의 주요 연설자였고, 리병철 원수(조선로동당 중앙군사위원회 부위원장)가 퍼레이드 감독을 맡았다. 퍼레이드의 헤드라이너는 조선중앙통신이"세계에서 가장 강력한 무기"라고 선언한 신형 잠수함 발사 탄도 미사일인 북국성-5 ㅅ으로 알려졌다. 그러나 ICBM은 전시되지 않았다. 비행기 기둥에는 하늘에 불꽃놀이가 펼쳐지고 숫자 "8"이 그려져 있다.
군대의 칼럼은 다음과 같다:
1. 기병대원들에게 경의를 표하다
2. 당 중앙위원회 경비실
3. 국무위원회 경비부
4. 당 중앙위원회 경비부
5. 경비 명령
6. 제1군단
7. 제2군단
8. 포스 군단
9. 제5군단
10. 해군
11. 공군
12. 전략적 힘
13. 특수작전부대의 지상 저격수
14. 특수작전부대의 해상저격수
15. 특수작전부대의 공중 저격수
16. 경무장 보병
17. 대공포병대
18. 91 군단
19. 제3군단
20. 제7군단
21. 제8군단
22. 제9군단
23. 제10군단
24. 제12군단
25. 전차부대와 기갑보병사단
26. 서울 류경수 근위대 105전차사단
27. 425 기계화 보병 사단
28. 108 기계화 보병 사단
29. 815 기계화 보병 사단
30. 806기계화보병사단
31. 산악전 보병
32. 정찰병
33. 전자 괴롭힘 부서
34. 엔지니어 유닛
35. 화학전 부대
36. 공공 안전을 위한 무장 이동 부대

다음날, 대한민국 합동참모본부는 평양 도심에서 퍼레이드의 징후를 감지했고, 이를 계기로 김여정은 대한민국을 비난하는 성명을 발표하며, 남한이 "1월 10일 자정에 군사 퍼레이드를 개시하며 북을 점령했다는 터무니없는 발언"을 한 것은 "이상하다"고 주장했다. 며칠 후 일본 방위상 기시 노부오 퍼레이드에서 공개된 무기와 관련된 정보를 일본이 분석하고 있다고 말한 성명을 비판하는 또 다른 정부 성명이 발표되었다. 김정은 국무위원장은 1월 17일 군사퍼레이드 참가자들과 사진촬영을 가졌다.

## 같이 보기
- 중국 국경일 퍼레이드
- 몽골 국기의 날
- 승전 기념일 퍼레이드